# Colònia del Collet
La Colònia del Collet és un edifici del municipi de Guardiola de Berguedà (Berguedà) inclosa en l'Inventari del Patrimoni Arquitectònic de Catalunya.

## Descripció
Es tracta d'un complex industrial format per un edifici amb estructura de masia de tipus clàssic del segle xviii. Al seu entorn s'han anat bastint des de finals del segle xix tot un conjunt d'edificacions industrials i de serveis, així com un grup d'habitatges plurifamiliars que es restauraren vers 1989-1990 coneguts com les cases noves del collet. Els habitatges, d'aspecte força homogeni, tenen la característica escala exterior dels blocs miners.

## Història
Colònia fundada el 1878 per Pere Pujol Thomas que comprà la propietat en una subhasta pública. Esdevingué un centre industrial destinat a la fabricació de rulls, eines agrícoles, ciment, calç hidràulica i teules, alhora que proporcionava fusta a les explotacions mineres veïnes. La fàbrica tèxtil aprofitava l'aigua del riu de Saldes des del 1908 i fins al 1946, quan el conjunt es convertí en una filial de Carbons de Berga, S.A. sota el nom de cementos Collet, S.A. i Collet, S.A.; aquesta explotació minera el 1972-84 tenia una completa xarxa ferroviària pel transport de carbó.